# 新横浜ラーメン博物館
新横浜ラーメン博物館（しんよこはまラーメンはくぶつかん、英: Shin-Yokohama Ramen Museum）は、神奈川県横浜市港北区新横浜にあるラーメンに関するフードテーマパークであるとともに、同館を運営・管理する日本の会社（商号は株式会社新横浜ラーメン博物館、1993年8月1日設立）である。通称「ラー博」（ラーはく）、全国各地の有名ラーメン店舗を中心に、ミュージアムショップや駄菓子屋、喫茶店・スナックなどを併設している。

## 施設概要
新横浜駅北口から徒歩数分の距離に位置し、1994年3月6日にグランドオープンした。館長は岩岡洋志。日清チキンラーメンが発売開始された1958年（昭和33年）当時の街並みを再現したフードテーマパークの開業は、昭和初期の浪速の街並みを再現した梅田スカイビル内（大阪）の「滝見小路」（1993年オープン）と同じく、全国各地のフードテーマパークや、ショッピングモール等に店を厳選してのミニフードテーマパークなどが誕生するきっかけの一つとなった。
「全国各地のラーメンを飛行機に乗らずに食べに行ける」をコンセプトに、鶴亀町・蓮華町・鳴戸町からなるラーメンの街の館内は昭和ノスタルジーが感じられる構成になっており、同館の社員や従業員も「街の住人」として働いている。館内1階のプロローグゾーンはラーメンに関する展示とミュージアムショップ（物品販売コーナー）があり、地下1階と地下2階は体感ゾーンとして全国各地のラーメンを食べることができる。ラー博開業時から現在まで営業を続けている「こむらさき」（2019年8月現在）をはじめとする「レギュラー店」以外にも、ご当地性・個性・話題性などの要素を考慮した「期間限定店」を3か月〜1年前後のスパンで展開、全国各地の多彩なラーメン文化に触れることができる。
また、ラーメン店のほか、館内地下1階には駄菓子屋や喫茶店・スナックがあり、地下2階の鶴亀公園（イベント広場）では各種イベントのほか、アルコールや軽つまみを提供する露店も出店する。
2010年には「新横浜ラーメン博物館×現役大学生」プロジェクトとして、横浜国立大学・青山学院大学の学生メンバーによる「お助けラーメン店フローチャート」、「当てて食べよう!駄菓子屋ベスト10」などのほか、就活イベントなどの企画が立案・実施された。
2019年3月6日には日本の食文化としてのラーメンを50年後､100年後の人々に言い伝えられる施設でありたいという想いから、史実に基づいた歴史調査や食育･ラーメン文化の普及に向けた体験プログラムに力を入れるべく、2019年10月より1階部分の展示･体験エリアを増床。新横浜ラーメン博物館の新たな体験エリアとして、中国で生まれた伝統的な製麺技法「青竹打ち」を用いた「青竹打ち 麺作り体験」がオープンした。

## ギャラリー

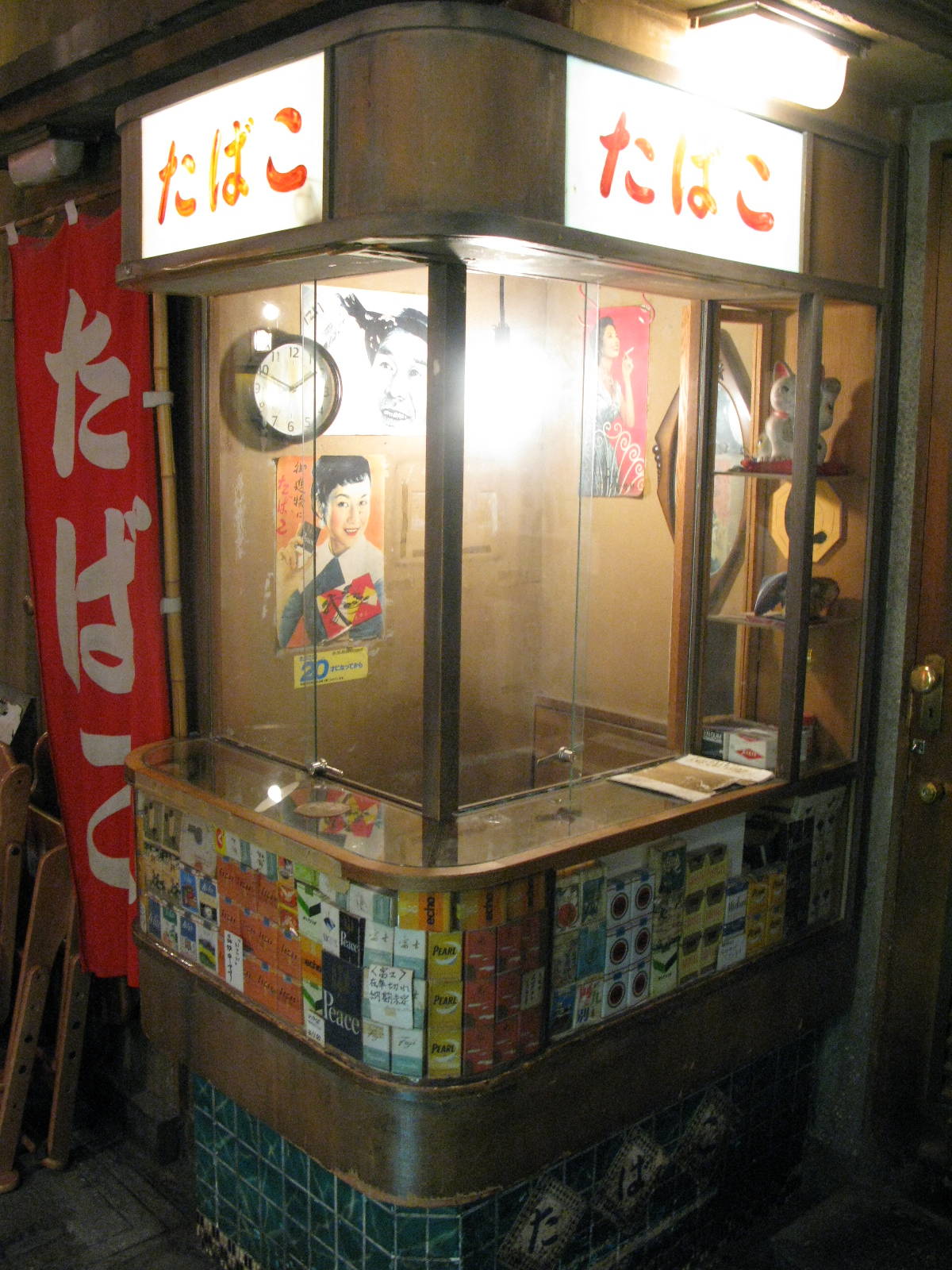
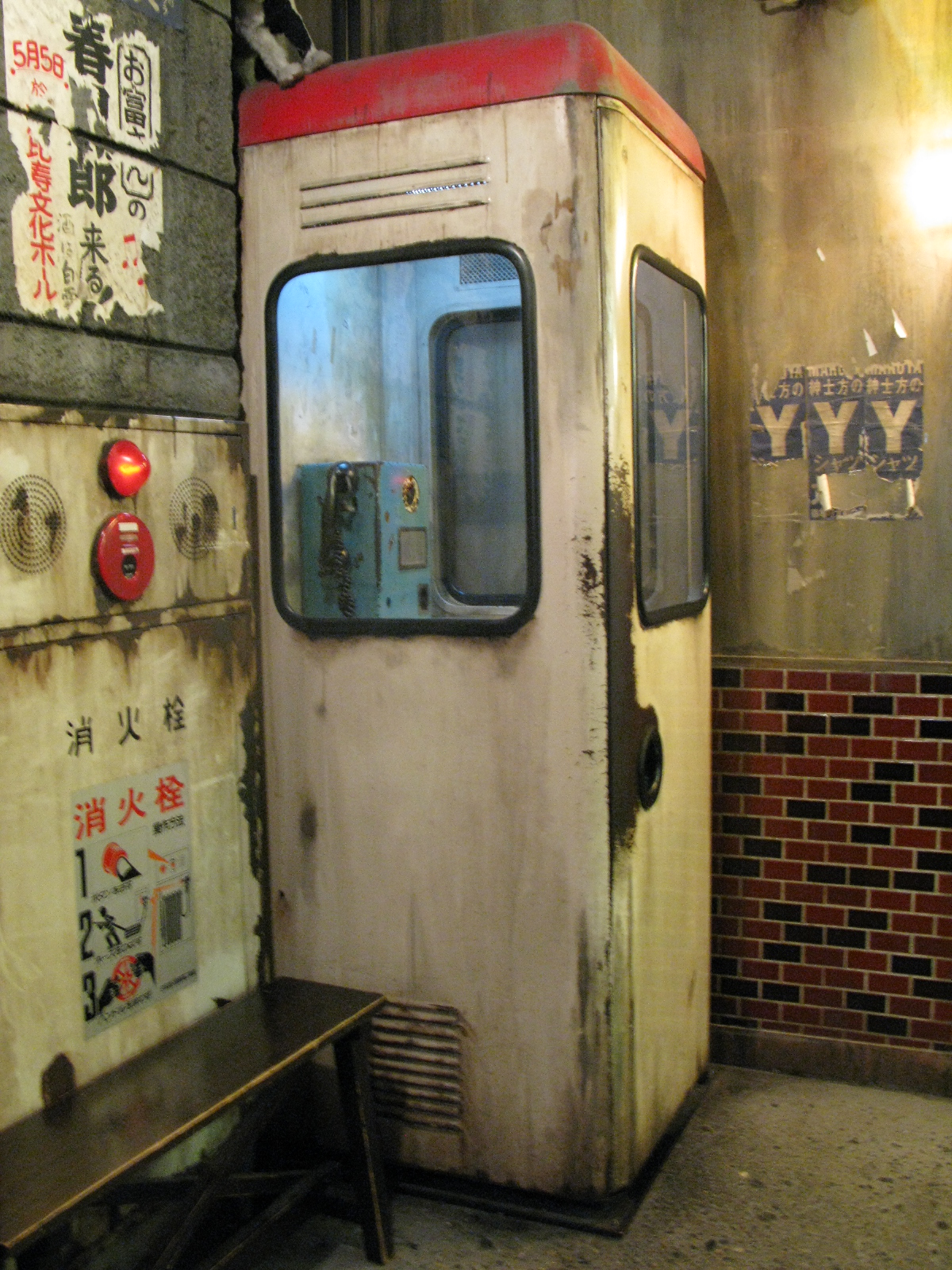
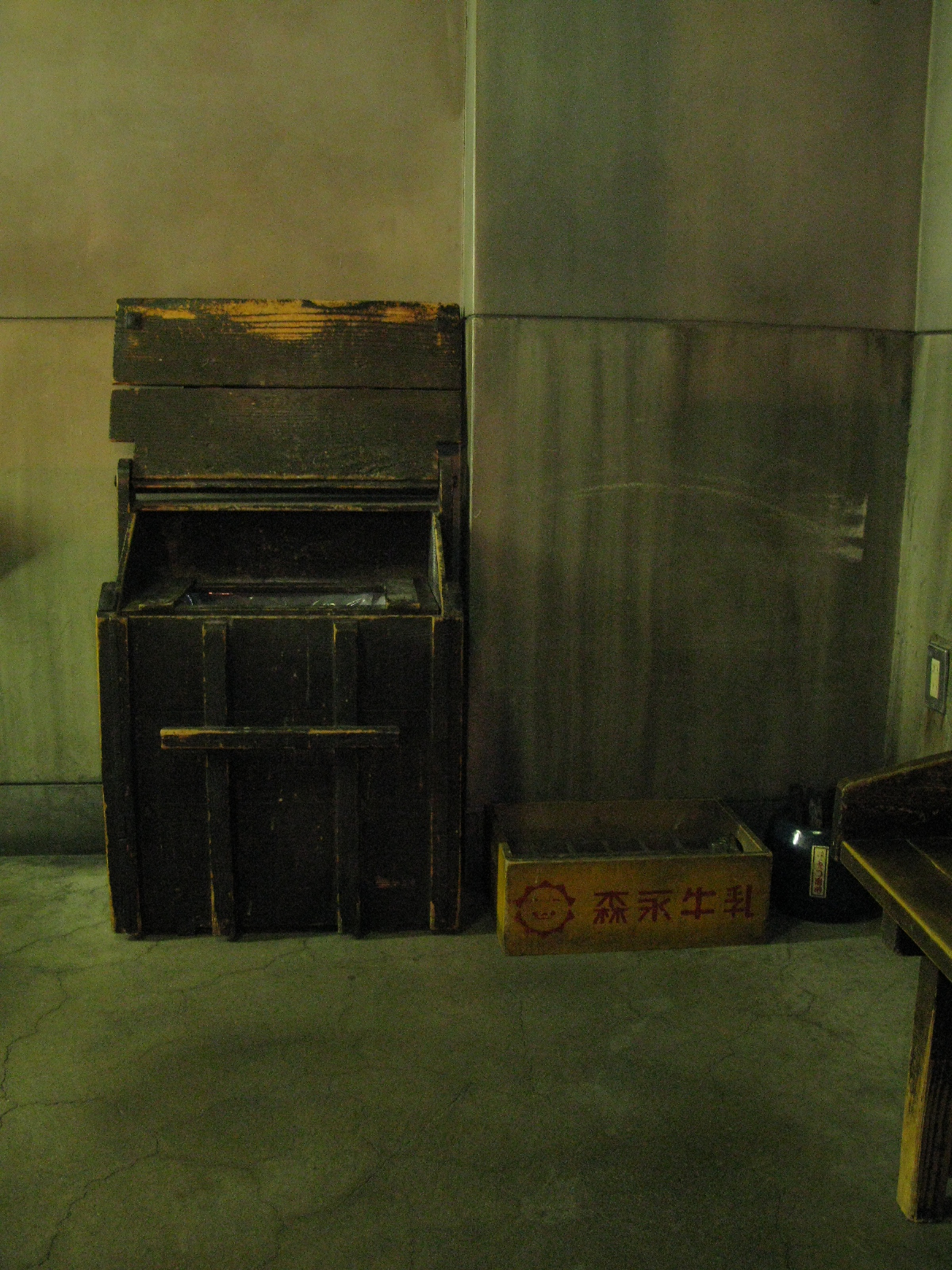
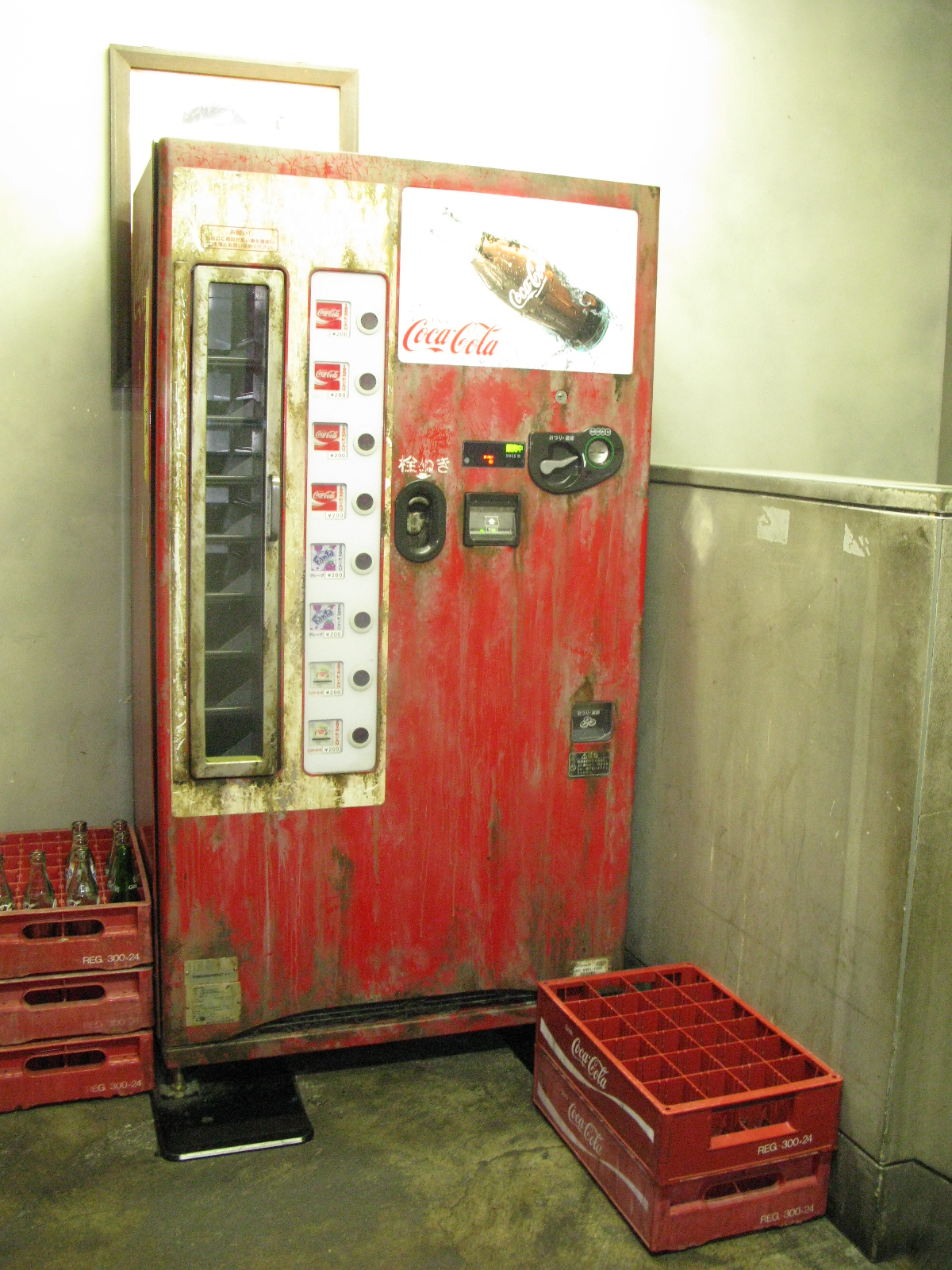
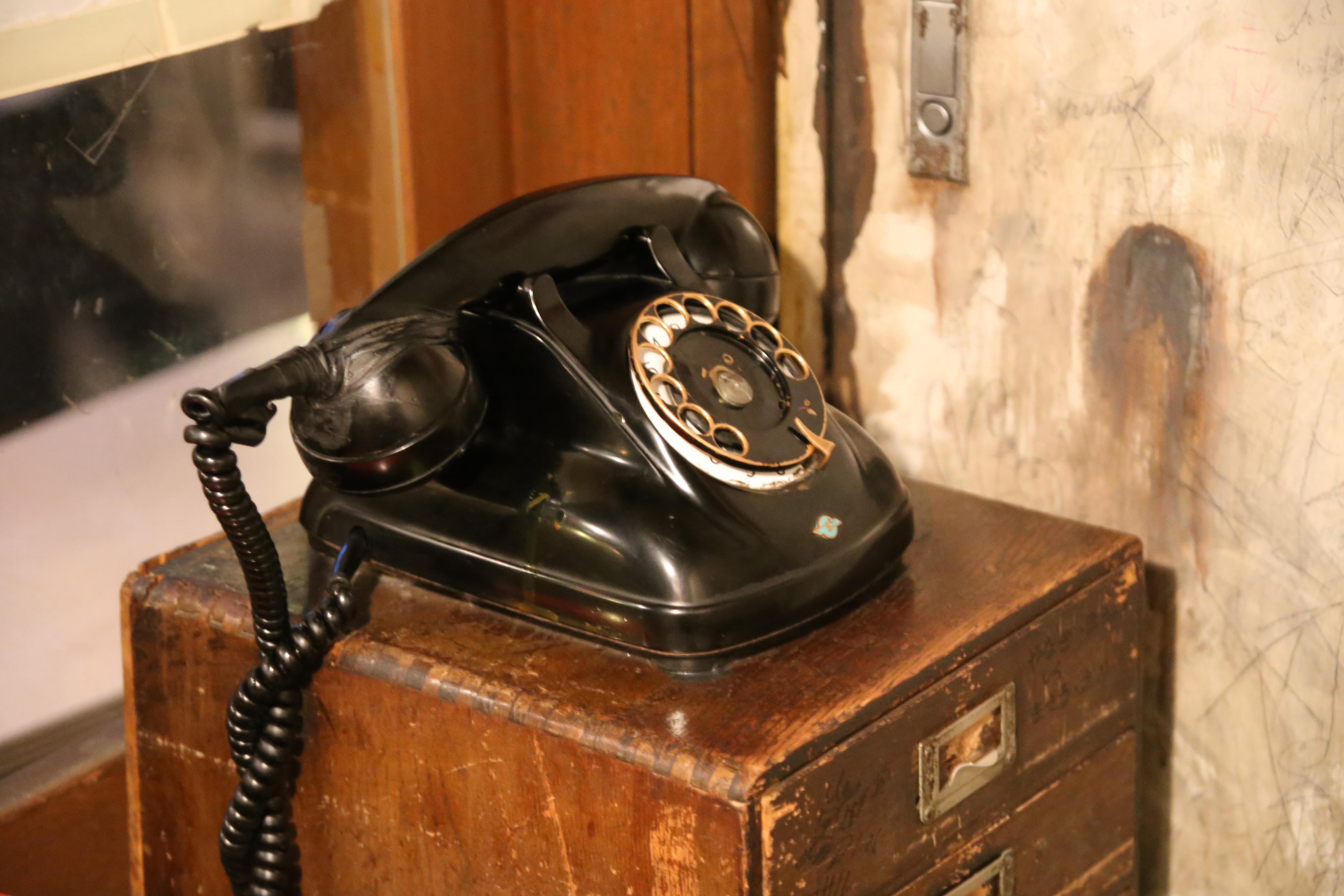
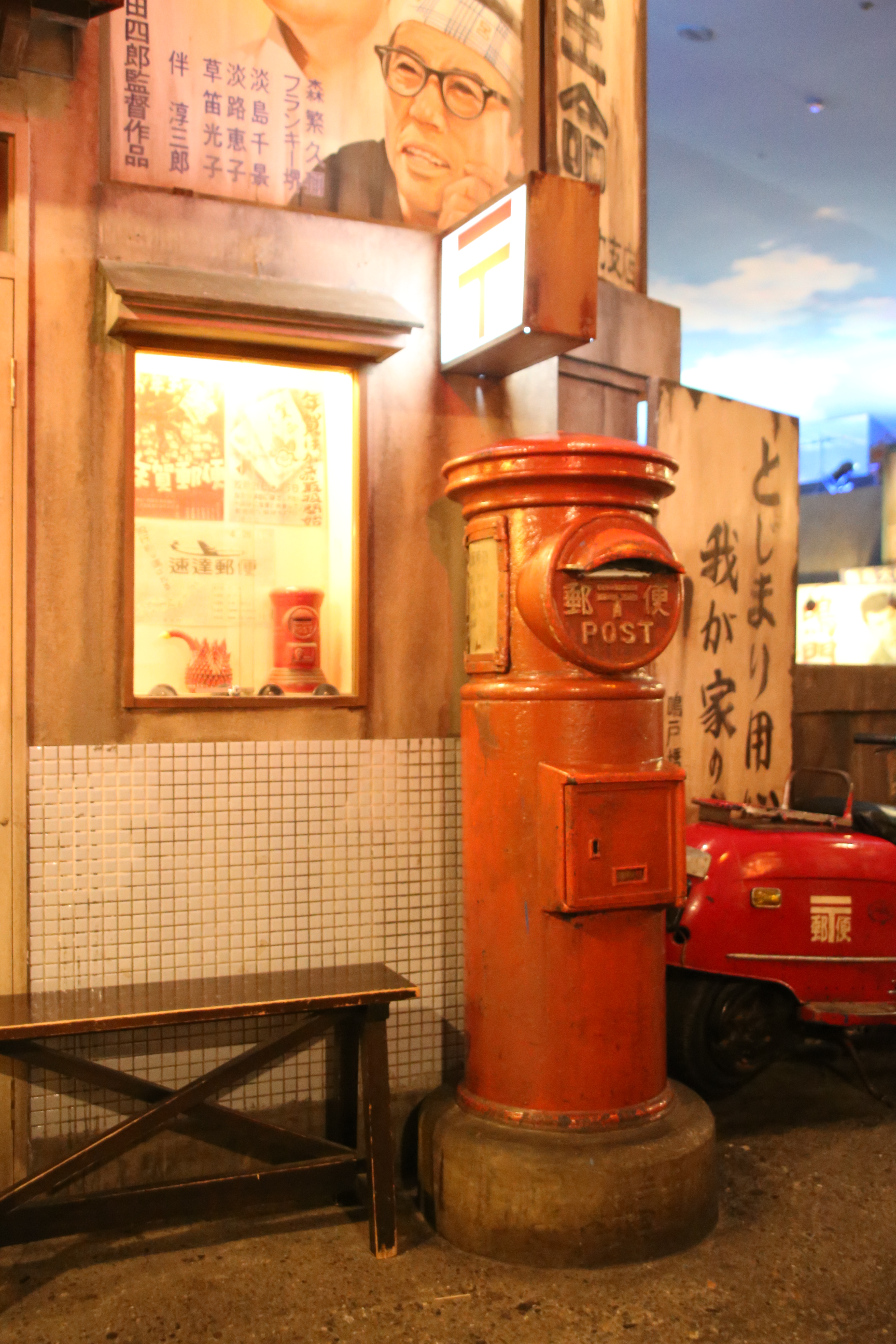
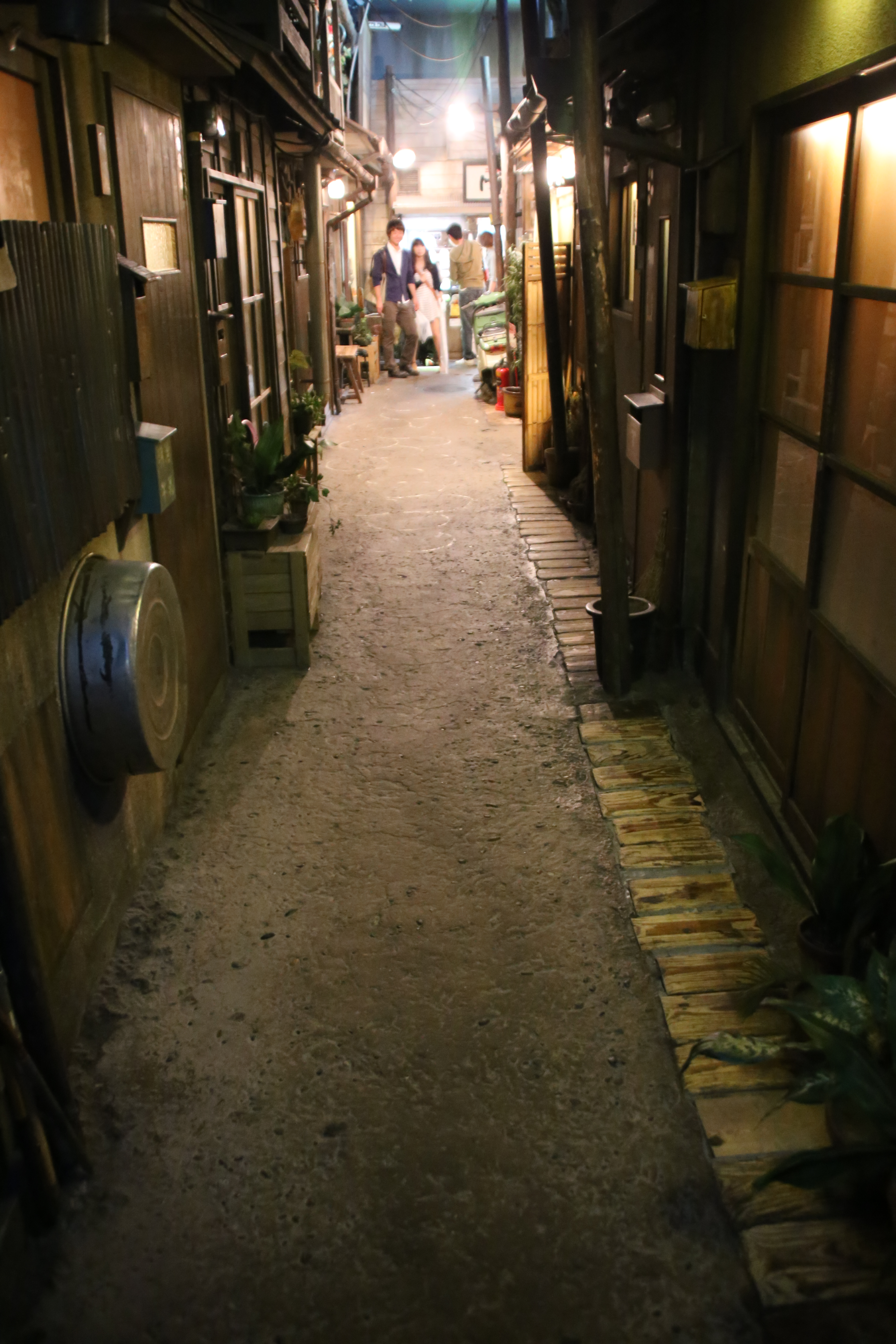

## 館内施設一覧
1階 ラーメンの文化と歴史を学ぶ

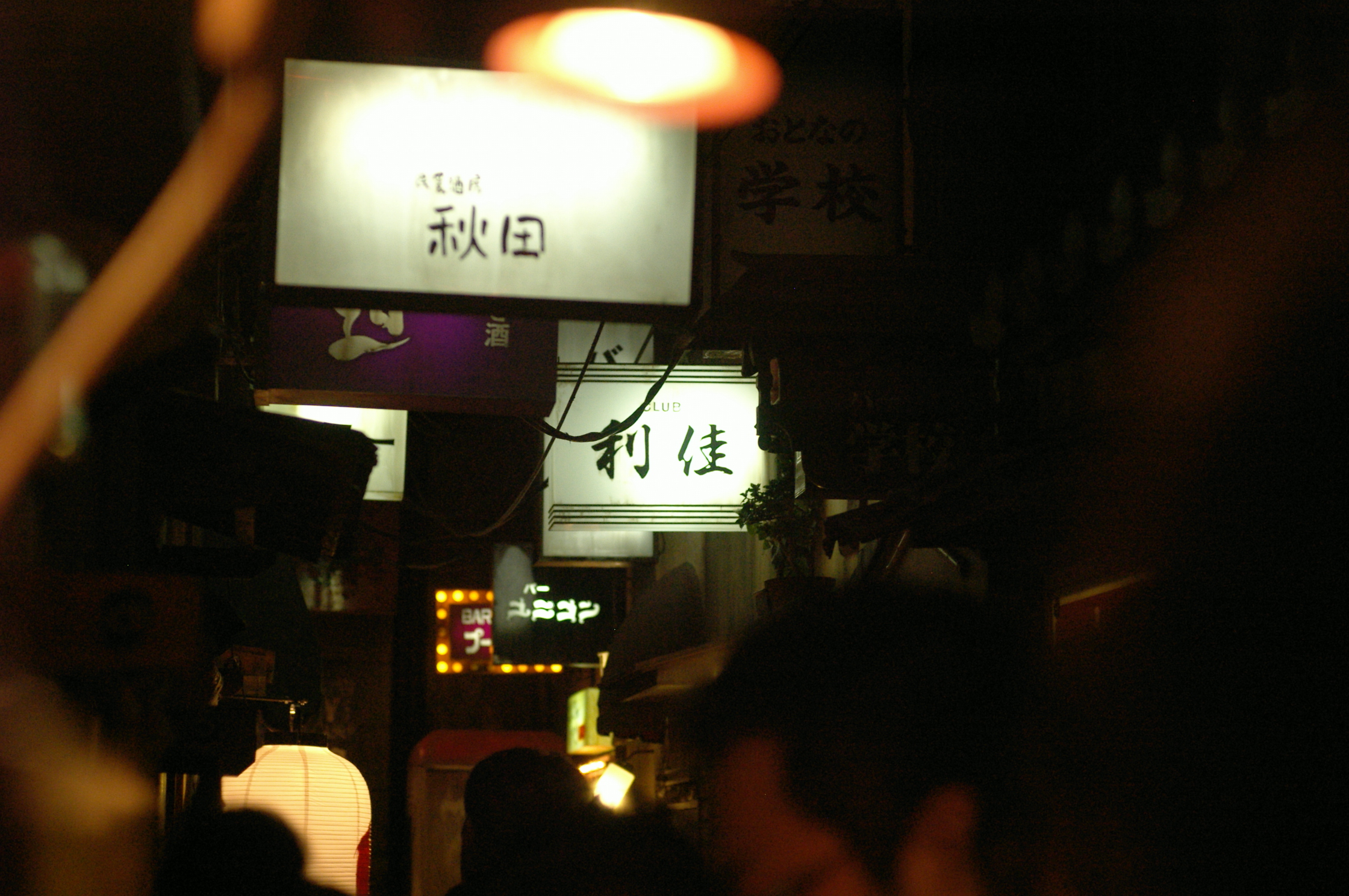
B1に構築されているネオン街

- 展示ギャラリー - 2019年10月リニューアルオープン
- ミュージアムショップ
- 青竹打ち 麺作りコーナー - 2019年10月17日オープン

地下1階 ラーメンと夕焼けの街
- 「CASA LUCA（カーザ ルカ）」 - 2023年6月6日～26日の期間限定
- 「駄菓子屋 夕焼け商店」（駄菓子屋）
- 「喫茶＆すなっく Kateko」（喫茶&すなっく）2011年3月 - 現在
- 占い
- 「博多一双」(福岡) 2024年6月24日 - 現在
- 他、ラーメン博物館主催のコンテスト「ラーメン登竜門」の優勝店舗が期間限定で出店するブースもある。

地下2階 ラーメンと夕焼けの街
- 「こむらさき」（熊本）1994年3月 - 現在
- 「龍上海（りゅうシャンハイ）」（山形赤湯）2005年12月 - 現在
- 「居酒屋りょう次」2015年4月 - 現在
- 「琉球新麺 通堂(りゅうきゅうしんめん とんどう)」2015年11月 - 現在
- 「利尻らーめん 味楽(みらく)」（北海道 利尻島）2017年3月 - 現在
- 「来々軒」（浅草） 2020年10月 - 現在
- 「六角家1994+」（横浜） 2024年4月8日 - 現在
- 「鶴亀公園」（イベント広場）

2階〜7階・屋上
- 駐車場

## 過去に出店した店舗
- 「大安食堂」（喜多方）1994年3月 - 1996年2月
- 「爐（いろり）」（札幌）1996年3月 - 1996年9月
- 「やよいそば」（飛騨高山）1996年5月 - 1997年3月
- 「野方ホープ」（東京）1994年3月 - 1997年6月
- 「匠（たくみ）」（オリジナル店舗）1997年3月 - 1997年9月
- 「青葉」（旭川）1997年10月 - 1998年9月
- 「あまからや」（オリジナル店舗）1999年6月 - 1999年8月
- 「げんこつ屋」（東京）1994年3月 - 2000年4月
- 「いのたに」（徳島）1999年9月 - 2000年5月
- 「一風堂」（福岡）1994年3月 - 2001年5月
- 「通堂（とんどう）」（沖縄）2001年3月 - 2002年2月
- 「新福菜館」（京都）1997年8月 - 2002年11月
- 「八戸麺道 大陸」（青森）2002年3月 - 2003年2月
- 「六角家」（横浜）1994年3月 - 2003年5月
- 「勝丸」（東京）1994年3月 - 2003年11月
- 「らーはく厨房」（オリジナル店舗）2003年7月 - 2004年6月
- 「魁龍（かいりゅう）」（久留米）2001年7月 - 2004年8月
- 「らーめんの千草」（岩手久慈）2004年3月 - 2005年11月
- 「中華そば 一力」（福井敦賀）2008年5月 - 2009年2月
- 「欅（けやき）」（札幌）2004年12月 - 2009年3月
- 「蜂屋」（旭川）1999年11月 - 2009年8月
- 「ふくちゃんらーめん」（福岡）2004年8月 - 2009年11月
- 「牛乳屋食堂」（会津若松）2009年3月 - 2010年2月
- 「らぁ麺 むらまさ」（佐賀唐津）2009年7月 - 2010年4月
- 「麺翁百福亭」（オリジナル店舗）2010年4月 - 2010年5月
- 「Bar 35ノット」（バー） - 2010年5月
- 「マメさん」（函館）2000年6月 - 2011年2月
- 「春木屋」（東京荻窪）2004年1月 - 2011年3月
- 「中華そば 坂本」（岡山笠岡ラーメン）2010年3月 - 2011年4月
- 「井出商店」（和歌山）1998年10月 - 1999年5月 / 2003年3月 - 2011年12月
- 「らーめんの駅」（札幌）2009年4月 - 2012年8月
- 「大砲ラーメン」（久留米）2009年12月 - 2013年1月
- 「谷口食堂」（高知）2013年1月 - 2013年4月
- 「IKEMEN HOLLYWOOD」（アメリカ）2013年4月 - 2014年6月
- 「頑者（がんじゃ）」（埼玉川越）2010年6月 - 2014年9月
- 「麺の房 砦（めんのぼう とりで）」（東京渋谷）2011年4月 - 2015年1月
- 「かもめ食堂」（気仙沼）2012年2月 -  2015年4月
- 「NARUMI-IPPUDO」（20周年企画）2014年10月 -  2015年5月
- 「元祖 名島亭」(博多) 2015年2月 -  2017年2月
- 「カーザルカ」(イタリア・ミラノ) 2015年5月 -  2017年1月
- 「YUJI RAMEN」(ブルックリン・ニューヨーク)2017年3月 -  2018年9月
- 「すみれ」（札幌）1994年3月 - 2004年10月 / 2012年8月 - 2018年12月
- 「二代目げんこつ屋」（東京）2011年4月 - 2019年2月
- スロットカーレーシング「アイリス」2011年12月 - 2019年5月
- 「支那そばや」（横浜戸塚）2000年3月 - 2019年12月
- 「無垢-muku-ツヴァイテ」（ドイツ・フランクフルト）2014年6月 - 2020年6月
- 「RYUS NOODLE BAR(リューズ ヌードル バー)」(カナダ・トロント) 2018年10月 - 2021年6月
- 「八ちゃんラーメン」（博多 薬院）2019年3月6日[4] - 2022年10月30日
- 「環七 野方ホープ1994」（野方） 2023年3月2日 - 7月17日

## その他
営業時間
- 平日 11:00〜22:00
- 土曜 11:00〜22:30
- 日曜・祝日 10:30〜22:00

※ラストオーダーは閉館時間の30分前。
※日によって変更あり。

入場料
- 大人 　450円
- 小学生・中学生・高校生　100円
- シニア（60歳以上）100円

未就学児と障害者とその付添人は無料。
なお、ミュージアムショップを含む全ての施設は、入場しなければ利用できないエリアに存在する（そもそもパブリックエリアはほぼ無い）。
このほか6ヶ月パスなどが存在、3回通うと特別会員として1年間パスポートと（他の人を一緒に連れて入れる無料入場券やトッピング券など）特典を得られる。

### 交通
- JR東日本・横浜線/JR東海・東海道新幹線 新横浜駅 北口から徒歩5分
- 横浜市営地下鉄ブルーライン・東急新横浜線・相鉄新横浜線 新横浜駅 8番出口から徒歩1分
- 2016年3月22日には、1年間限定で横浜中華街に「ここから、徒歩1時間59分 新横浜ラーメン博物館」の看板が設置された。これは徒歩でなくても良いので関内地区から新横浜にも足を運んでほしいという意味を込めたジョークの看板でもある。なお、徒歩1時間59分（約9km）はグーグルマップで算出したとのこと[5]。

### 館内イベント
地下2階の鶴亀公園（イベント広場）では、「新横浜大道芸」として各パフォーマーによる手品・ジャグリング・バルーン・パントマイムなどの本格的な大道芸のほか、紙芝居屋さんによる紙芝居芸、昭和歌謡ライブ、沖縄ライブなどの各種イベントが開催されている（2017年4月現在）。